# لوتيلانير
لوتيلانير هو دواء بيطري يستخدم للسيطرة على البراغيث والقراد في الكلاب.

## الاستخدام
يستخدم اللوتيلانير لعلاج ومنع الإصابة بالبراغيث، ولعلاج ومكافحة تفشي القراد بمختلف أنواعه مثل قراد اليغموش الأمريكي، والقراد الأمريكي، والقراد ذو الأرجل السوداء (قرادة الغزال)، وقراد الكلب البني.

## الأسماء التجارية
يباع اللوتيلانير مخلوطاً مع أوكسيم الميلبيميسين في مركب واحد تحت الاسم التجاري كريدليو بلس. يتم استخدامه في الكلاب لعلاج الإصابات المتزامنة مع الطفيليات التي تعيش سواء خارج جسم الحيوان مثل القراد والبراغيث، أو داخل جسم الحيوان مثل الديدان.